# Dorika roseana
Dorika roseana är en fjärilsart som beskrevs av Swinhoe 1890. Dorika roseana ingår i släktet Dorika och familjen nattflyn. Inga underarter finns listade i Catalogue of Life.